# 森林研究・整備機構
国立研究開発法人森林研究・整備機構（しんりんけんきゅう・せいびきこう、英: Forest Research and Management Organization）は、林野庁所管の国立研究開発法人。本所は茨城県つくば市松の里1番地（筑波研究学園都市内）に置く。
2017年（平成29年）4月1日までの名称は国立研究開発法人森林総合研究所（しんりんそうごうけんきゅうしょ、英: Forestry and Forest Products Research Institute; FFPRI）、略称は森林総研。
機構は、森林及び林業に関する試験及び研究、林木の優良な種苗の生産及び配布、水源を涵養するための森林の造成等を行うことにより、森林の保続培養を図るとともに、林業に関する技術の向上に寄与し、もって林業の振興と森林の有する公益的機能の維持増進に資することを目的とする（国立研究開発法人森林研究・整備機構法第3条）。
2005年に前身である農商務省山林局林業試験所の発足から数えて創立100周年を迎えた。2007年に独立行政法人林木育種センターを、2008年に独立行政法人緑資源機構（森林整備センター）を統合した。

## 組織

### 理事会
- 理事長
- 理事 (5)
- 監事 (2)

### 森林総合研究所
- 本部 - 茨城県つくば市
- 北海道支所 - 北海道札幌市
- 東北支所 - 岩手県盛岡市
- 関西支所 - 京都府京都市
- 四国支所 - 高知県高知市
- 九州支所 - 熊本県熊本市
- 多摩森林科学園 - 東京都八王子市

### 森林総合研究所林木育種センター
- 本部 - 茨城県日立市
- 北海道育種場 - 北海道江別市
- 東北育種場 - 岩手県滝沢市
- 関西育種場 - 岡山県勝田郡勝央町
- 九州育種場 - 熊本県合志市

### 森林総合研究所バイオ研究センター
- 本部 - 茨城県日立市

### 森林整備センター（旧・緑資源機構）
- 本部 - 神奈川県川崎市
  - 安房南部建設事業所
- 東北北海道整備局
  - 盛岡事務所
  - 札幌水源林整備事務所
  - 青森水源林整備事務所
  - 盛岡水源林整備事務所
  - 秋田水源林整備事務所
  - 山形水源林整備事務所
  - 下閉伊北建設事業所
  - 郡山建設事業所
  - 南富良野調査事務所
- 関東整備局
  - 福島水源林整備事務所
  - 宇都宮水源林整備事務所
  - 前橋水源林整備事務所
  - 新潟水源林整備事務所
  - 甲府水源林整備事務所
  - 静岡水源林整備事務所
- 中部整備局
  - 富山水源林整備事務所
  - 長野水源林整備事務所
  - 岐阜水源林整備事務所
  - 津水源林整備事務所

- 近畿北陸整備局
  - 京都事務所
  - 金沢水源林整備事務所
  - 福井水源林整備事務所
  - 京都水源林整備事務所
  - 神戸水源林整備事務所
  - 奈良水源林整備事務所
  - 和歌山水源林整備事務所
  - 美濃東部建設事業所
  - 南丹建設事業所
  - 黒潮フルーツライン建設事業所
  - 邑智西部建設事業所
- 中国四国整備局
  - 鳥取水源林整備事務所
  - 松江水源林整備事務所
  - 広島水源林整備事務所
  - 山口水源林整備事務所
  - 徳島水源林整備事務所
  - 松山水源林整備事務所
  - 高知水源林整備事務所
- 九州整備局
  - 佐賀水源林整備事務所
  - 熊本水源林整備事務所
  - 大分水源林整備事務所
  - 宮崎水源林整備事務所
  - 鹿児島水源林整備事務所

### 森林保険センター
- 本部 - 神奈川県川崎市

## 沿革

### 林業試験場以前
- 1878年（明治11年）12月 - 内務省が東京府北豊島郡滝野川村西ケ原（現・東京都北区西ケ原）に樹木試験場を設置する[2]。
- 1881年（明治14年）4月7日 - 農商務省の設置に伴い、同省山林局に移管[2]。
- 1882年（明治15年）11月9日 - 農商務省東京山林学校の設置にともない、樹木試験場の名称を廃止して同校の附属施設とする[2]。
- 1886年（明治19年）7月 - 東京山林学校から東京農林学校への移行にともない、山林局直轄の樹木試験場が復活[2]。
- 1900年（明治33年）6月 - 農商務省林野整理局が荏原郡目黒村（現・東京都目黒区）に目黒試験苗圃を設置する。同年10月、林野整理局の廃止にともない山林局林業課に移管[3][2]。

### 林業試験場
- 1905年（明治38年）11月1日 - 目黒試験苗圃が農商務省山林局林業課から分離し、山林局林業試験所となる[4]。この時点が正式な発足とされている[5][6][7]。
- 1910年（明治43年）10月 - 林業試験場と改称する[4]。
- 1925年（大正14年）3月 - 農商務省の農林省と商工省への分割にともない、農林省に移管される[4]。
- 1947年（昭和22年）3月31日 - 帝室林野局の廃止にともない、帝室林野局東京林業試験場・北海道林業試験場を合併する。同年5月1日、北海道庁林業試験場を合併する[4]。
- 1949年（昭和24年）5月31日 - 林野庁が外局となり、その付属機関となる[4]。
- 1978年（昭和53年）3月1日 - 筑波研究学園都市に移転する[8][6][7]。移転後の跡地は、「目黒公園」として暫定的に解放されたのち、1989年（平成元年）6月1日に都立林試の森公園として開園した[9]。

### 森林総合研究所
- 1988年（昭和63年）10月1日 - 森林総合研究所に改編される[10][6][7]。
- 2001年（平成13年）4月1日 - 独立行政法人となる[11][6][7]。
- 2006年（平成18年）4月 - 非公務員型独立行政法人となる[12][6]。
- 2007年（平成19年）4月 - 独立行政法人林木育種センターを統合する[13][6][7]。
- 2008年（平成20年）4月 - 旧独立行政法人緑資源機構の一部業務を承継し、森林農地整備センターを設置する[12][6][7]。
- 2015年（平成27年）4月 - 国立研究開発法人となる。森林保険業務が国から移管され森林保険センターを新設、森林農地整備センターを森林整備センターに改組する[14][6]。

### 森林研究・整備機構
- 2017年（平成29年） - 国立研究開発法人森林研究・整備機構に改編され、森林総合研究所は機構内の一組織となる[6][7]。